# Ph.D. Three
Ph.D. Three is het derde studioalbum van de Britse muziekgroep Ph.D. Ph.D. maakte twee albums in respectievelijk 1981 en 1982, maar de band verdween zachtjes in het niet. De band werd toen aangekondigd als supergroep, maar daar bleek geen basis voor. Na twee albums gingen de heren Jim Diamond en Tony Hymas ieder hun weg, maar ze pakten rond 2005 de draad weer op. In 2009 verscheen het album Ph.D.Three, maar dit ging volledig aan Nederland voorbij.
De muziek bestaat uit liederen, waarbij Diamond boven de toetsinstrumenten van Hymas zingt, slechts af en toe begeleid door slagwerk of gitaar. Qua muziekstijl lijkt het erop of er geen 27 jaar zat tussen voorganger en nummer 3. Doordat de stem van Diamond wat ruwer is geworden en overige instrumenten ontbreken heeft het de klank van een album vol met demo’s.

## Musici
- Jim Diamond – zang
- Tony Hymas – synthesizers
- Simon Phillips – drum (1), (3) en (4)
- Jeff Lee Johnson – elektrische gitaar (3), (9)

## Tracklist
Allen door Diamond en Hymas behalve 9

| Nr. | Titel                                                                           | Duur |
| --- | ------------------------------------------------------------------------------- | ---- |
| 1.  | A Land of Your Own                                                              | 5:05 |
| 2.  | With You I Feel like                                                            | 5:32 |
| 3.  | Drive Time                                                                      | 5:52 |
| 4.  | Precious Cargo                                                                  | 6:40 |
| 5.  | Go to Believe                                                                   | 5:37 |
| 6.  | We All Fall down                                                                | 4:33 |
| 7.  | Said and Done                                                                   | 5;31 |
| 8.  | Fifth of May                                                                    | 6:34 |
| 9.  | What becomes of the brokenhearted (William Witherspoon, Paul Riser, James Dean) | 4:25 |

Volgens Voiceprint zou de band weer bij elkaar zijn (2009), maar in 2010 ontbreekt bijna elk spoor van Ph.D. op de sites van zowel Diamond als Hymas. Ook de belofte tot uitgifte van Is It Safe? op compact disc is op 11 september 2010 niet ingelost. De hoes is een ontwerp van Mark Wilkinson en er zijn een diepblauwe en een grijsachtige variant.